# Madalena (Amarante)
Madalena ist ein Ort und eine ehemalige Gemeinde im Nordwesten Portugals.
Madalena gehört zur Stadt und zum Kreis Amarante im Distrikt Porto. Die Gemeinde hatte eine Fläche von 1,56 km² und 1968 Einwohner (Stand 30. Juni 2011).

Lage der ehemaligen Gemeinde im Kreis Amarante bis September 2013

Am 29. September 2013 wurden die Gemeinden Madalena, Gatão, Cepelos und Amarante (São Gonçalo) zur neuen Gemeinde União das Freguesias de Amarante (São Gonçalo), Madalena, Cepelos e Gatão zusammengefasst.